# Afgan Bayramov
Pour les articles homonymes, voir Bayramov.
Afgan Bayramov, (né le 14 octobre 1983) est un haltérophile azerbaïdjanais.

## Palmarès

### Jeux olympiques
- Jeux olympiques d'été de 2012 à Londres
  - participation
- Jeux olympiques d'été de 2008 à Pékin
  - participation

### Championnats du monde d'haltérophilie
- Championnats du monde d'haltérophilie 2003 à Vancouver
  -  Médaille de bronze en moins de 69 kg.

### Championnats d'Europe d'haltérophilie
- Championnats d'Europe d'haltérophilie 2012 à Antalya
  -  Médaille d'or en moins de 69 kg.